# Patrice Traoré Zeba
Patrice Traoré Zeba, född 31 januari 1972, är en friidrottare från Burkina Faso. Han deltog vid olympiska sommarspelen 1992.